# ایران زمین (آلبوم)
ایران زمین نام یک آلبوم موسیقی باصدای بیژن بیژنی، هنرمند ایرانی است که در سبک سنتی تهیه شده و دارای ۸ آهنگ است. کامبیز روشن‌روان نیز در ساخت این آلبوم همکاری کرده‌است.

## فهرست آهنگ‌ها
| ردیف | آهنگ                                        |
| ۱    | (گل نار (بر اساس ملودی کردی ̎ هه روایه ̎      |
| ۲    | (تو بمان (بر اساس ملودی آذری                |
| ۳    | (یامولا (بر اساس ملودی بلوچی                |
| ۴    | (بانو جان (بر اساس ملودی محلی مازندران      |
| ۵    | (لیلا (بر اساس ملودی بوشهری                 |
| ۶    | (بی قرار (بر اساس ملودی لری ̎ دایه دایه ̎     |
| ۷    | (گل پامجال (بر اساس ملودی محلی گیلان        |
| ۸    | (زلفهای یارم بی نظیره (بر اساس ملودی خراسان |